# Formicarius rufipectus
A Formicarius rufipectus a madarak osztályának verébalakúak (Passeriformes) rendjébe és a  földihangyászfélék (Formicariidae) családjába tartozó faj.

## Rendszerezése
A fajt Osbert Salvin angol ornitológus írta le 1866-ban.

## Alfajai
- Formicarius rufipectus carrikeri Chapman, 1912
- Formicarius rufipectus lasallei Aveledo & Gines, 1952
- Formicarius rufipectus rufipectus Salvin, 1866
- Formicarius rufipectus thoracicus Taczanowski & Berlepsch, 1885[2]

## Előfordulása
Costa Rica, Panama, Kolumbia, Ecuador, Peru és Venezuela területén honos. Természetes élőhelyei a szubtrópusi vagy trópusi hegyi esőerdők és magaslati cserjések, valamint másodlagos erdők. Állandó, nem vonuló faj.

## Megjelenése
Testhossza 19 centiméter, testtömege 65-82 gramm.

## Természetvédelmi helyzete
Az elterjedési területe rendkívül nagy, egyedszáma nagy, de csökken. A Természetvédelmi Világszövetség Vörös listáján nem fenyegetett fajként szerepel.